# Bengt Baron
Bengt Baron (Suecia, 6 de marzo de 1962) es un nadador sueco retirado especializado en pruebas de estilo libre y estilo espalda, donde consiguió ser campeón olímpico en 1980 en los 100 metros.

## Carrera deportiva
En los Juegos Olímpicos de Moscú 1980 ganó la medalla de oro en los 100 metros estilo espalda, con un tiempo de 56.53 segundos, por delante de los soviéticos Viktor Kuznetsov  y Vladimir Dolgov (bronce con 57.63 segundos).
Cuatro años después, en las Olimpiadas de Los Ángeles 1984 ganó el bronce en los relevos de 4 x 100 metros estilo libre, tras Estados Unidos y Australia (plata).